# Speyeria cybele
Speyeria cybele är en fjärilsart som beskrevs av Fabricius 1775. Speyeria cybele ingår i släktet Speyeria och familjen praktfjärilar. Inga underarter finns listade i Catalogue of Life.

## Bildgalleri

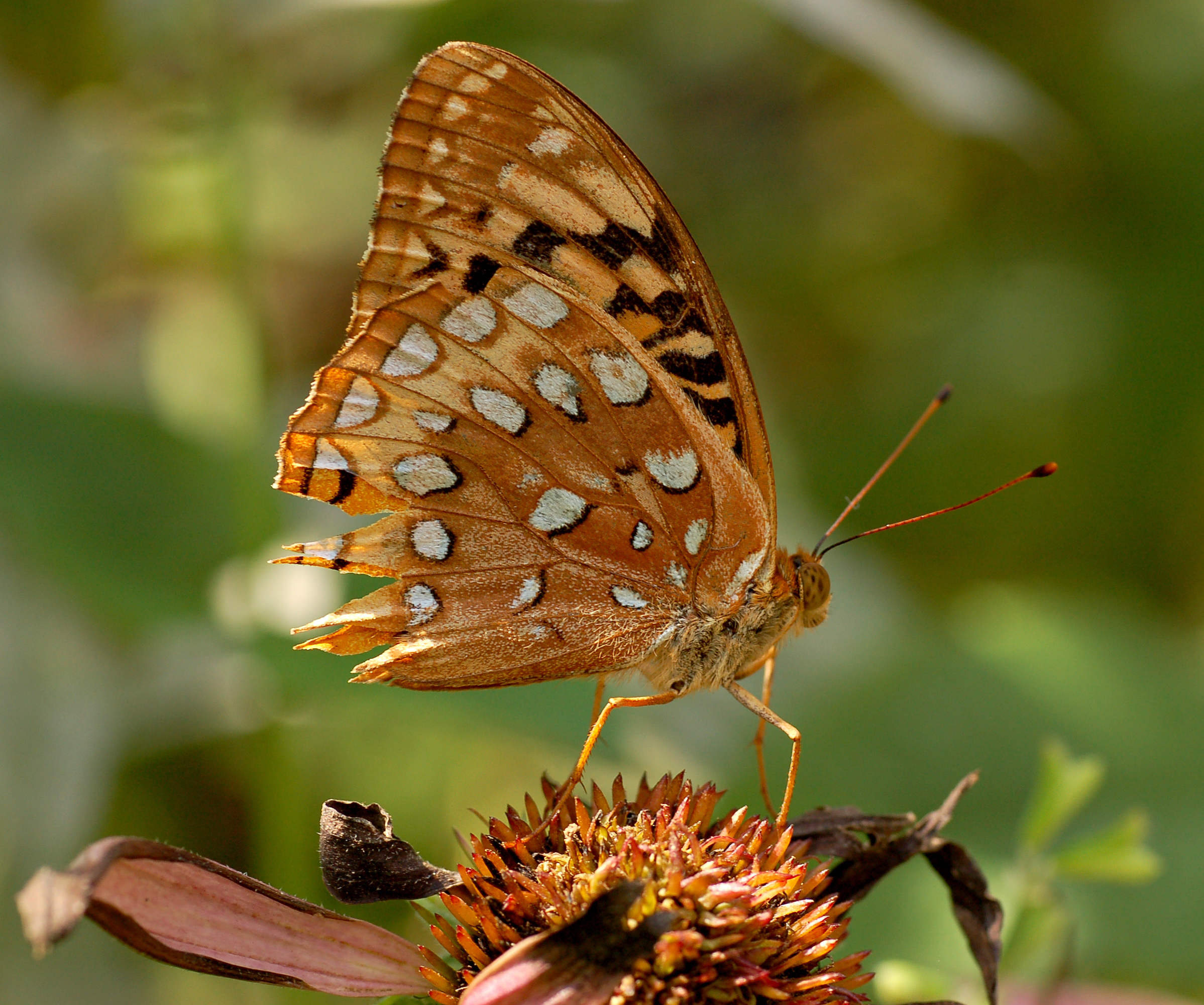